# هانری پل موته

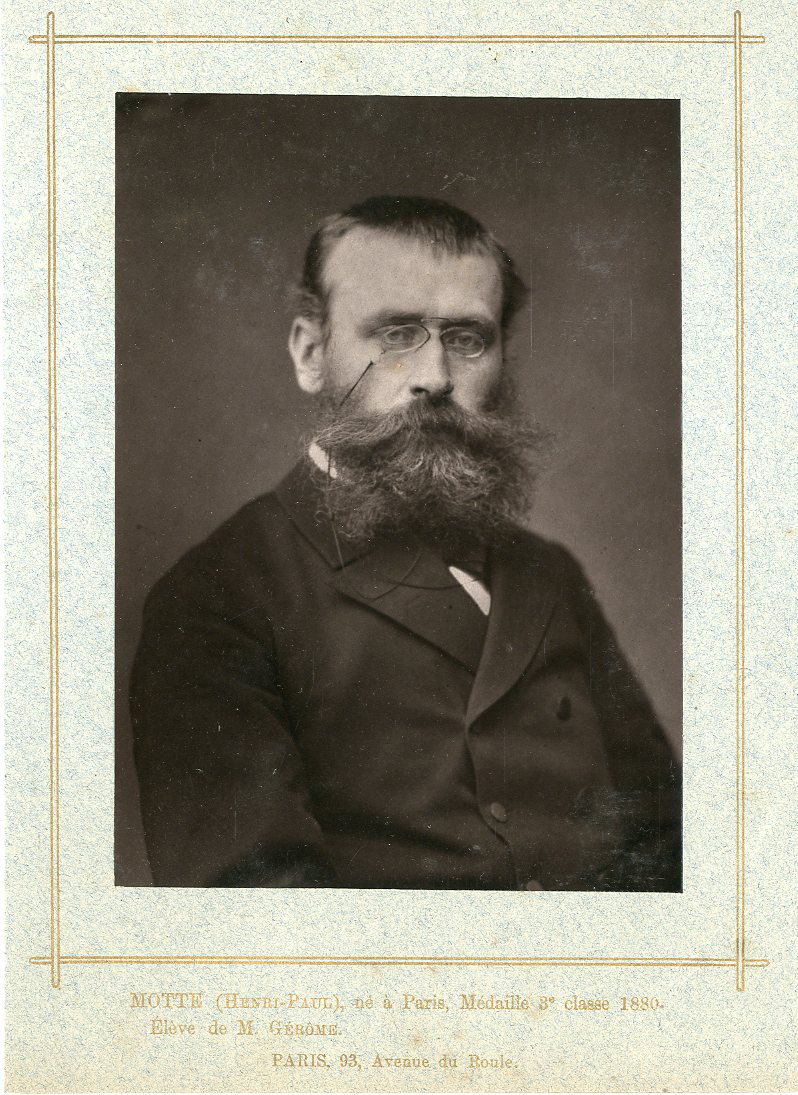
پرتره هانری پل موته

هانری پل موته (فرانسوی: Henri-Paul Motte‎؛ ۱۳ دسامبر ۱۸۴۶ – ۱ آوریل ۱۹۲۲) نقاش فرانسوی ساکن پاریس بود که در زمینهٔ نقاشی تاریخ و گونه تاریخی مهارت داشت.
هانری کارآموز ژان لئون ژروم بود و از سال ۱۸۷۴ به بعد آغاز به نمایشگاه در سالن پاریس نمود. نقاشی (اسب تروا) نخستین نمایش این هنرور در سالن بود و توسط وادسورث آتنیوم در سال ۲۰۱۱ معامله شد. در سال ۱۸۹۲ او به عنوان عیار لژیون افتخار انتخاب گردید. او در نمایشگاه جهانی (۱۹۰۰) مدال برنز کسب نمود. او بیشتر به دلیل اثر احاطه لاروشل، پرتره‌ای از کاردینال ریشلیو در تهاجم در قرن هفدهم، که در سال ۱۸۸۱ کامل گردید، نام برده شده‌است.

## آلبوم عکس
- کاردینال ریشلیو در دیوار دریایی محاصره لاروشل، در سال۱۸۸۱
- عبور ارتش هانیبال از رون، در سال ۱۸۷۸
- نبرد زما، در سال ۱۸۹۰
- ورسینجتوریکس تسلیم شدن به ژولیوس سزار، در سال ۱۸۹۲
- غازهای کاپیتول
- طوفان تویلری در سال۱۷۹۲
- ژولیوس سزار دیگر حوصله ندارد و خسته شده
- رقص بنی اسرائیل دور گوساله طلایی
- نامزد بلوس